# Менш ніж епічні пригоди Тіджея й Амала
«Менш ніж епічні пригоди Тіджея й Амала» (англ. «The Less Than Epic Adventures of TJ and Amal») — романтичний роуд-тріп вебкомікс від Е.К. Вівер.
Менш ніж епічна історія розповідає про ТіДжея й Амала та їхню спільну подорож по уздовж сполучених штатах.
14 квітня 2015 року було опубліковано повну збірку сюжету в 528-сторінковому омнібус-виданні видавництва «Iron Circus Comics».

## Сюжет
Протягом одного дня Амаль розриває свій шлюб та робить камінг-аут до своїх консервативних батьків, після чого моментально отримує зрікання, тому йде в запій... Та прокидається наступного ранку, знайшовши Тіджея, довготелесого бродягу з дредами, який смажить яйця й співає пісні Пола Саймона на кухні.
Тіджей стверджує, що ці двоє, будучи нетверезими, уклали умову проїхати весь шлях від Берклі до Провіденса. Так вже вийшло, що Амаль раніше пообіцяв своїй сестрі, що приїде на її випускний з Університету Брауна. І Тіджей теж... Тіджей теж має свої причини. Угода проста: Амаль веде машину; Тіджей оплачує дорогу — але 3500 миль (5 632 кілометри) шляху явно зуміють усе ускладнити.

## Персонажі
Протагоністи:
- Амаль — покинутий чоловік з обіцянкою дістатись де-куди;
- Тіджей — загадковий і ексцентричний бродяга;

## Офіційний сайт
- TJ and Amal

Комікс спочатку публікувався на тематичному сайті, з музикою, артами, шпалерами та іншими бонусами до історії від її автора. Уся історія (500 сторінок) доступна до онлайн перегляду.

## Нагороди
| Список нагород та номінацій | Список нагород та номінацій | Список нагород та номінацій                     | Список нагород та номінацій                  | Список нагород та номінацій | Список нагород та номінацій |
| Рік                         | Премія                      | Категорія                                       | Номінант(и)                                  | Результат                   | Дж                          |
| --------------------------- | --------------------------- | ----------------------------------------------- | -------------------------------------------- | --------------------------- | --------------------------- |
| 2016                        | Премія Гарві                | Best Graphic Album of Previously Published Work | The Less Than Epic Adventures of TJ and Amal | Перемога                    | [ 3 ]                       |
| 2016                        | Літературна премія «Лямбда» | LGBT Graphic Novels                             | The Less Than Epic Adventures of TJ and Amal | Перемога                    | [ 3 ]                       |
| 2016                        | Премія Айснера              | Best Graphic Album-Reprint                      | The Less Than Epic Adventures of TJ and Amal | Номінація                   | [ 3 ]                       |

Увійшов у "топ 25 найкращих квір-коміксів" за версією порталу «Book Riot».